# Aleksandra Wiktorowska
Aleksandra Feliksa Wiktorowska – polska prawnik, doktor habilitowany nauk prawnych, profesor nadzwyczajny Uniwersytetu Warszawskiego, specjalistka w zakresie prawa administracyjnego.

## Życiorys
W 2003 na podstawie dorobku naukowego oraz rozprawy pt. Prawne determinanty samodzielności gminy. Zagadnienia administracyjno-prawne uzyskała na Wydziale Prawa i Administracji Uniwersytetu Warszawskiego stopień naukowy doktora habilitowanego nauk prawnych. Została profesorem nadzwyczajnym Uniwersytetu Warszawskiego. Pełniła funkcję dyrektora Instytutu Nauk Prawno-Administracyjnych WPiA UW oraz członka Zespołu do spraw Dobrych Praktyk Akademickich w Ministerstwie Nauki i Szkolnictwa Wyższego.
Została członkiem rady programowej czasopisma Przegląd Prawa Publicznego.